# 中华山蝠
中华山蝠（学名：Nyctalus plancyi）也称绒山蝠，一种分布于中华人民共和国的蝙蝠，隶属于蝙蝠科山蝠属。本种由法国动物学家泽菲兰·热尔布（Zéphirin Gerbe）于1880年描述发表。

## 分类地位
本种学名曾被误拼为Nyctalus plancei，被归入褐山蝠（Nyctalus noctula）。之后绒山蝠和褐山蝠华北亚种合并为本种。

## 形态特征
身体大部分长有浓密的黑褐色剃毛，鼻吻部被毛稀疏，腹部体毛为黄褐色。

## 生殖
中华山蝠交配期从9月中旬至10月上旬，精子在雌体内越冬，次年4月中下旬受孕，孕期50天左右。出生后3个半月便达性成熟。